# Nicolas Parisot
Pour les articles homonymes, voir Parisot.
Nicolas Parisot est un compositeur français de la période baroque, actif dans les années 1650 et 1660.

## Biographie
De Nicolas Parisot, on sait seulement qu’il fut prêtre. Rien de sa carrière n’est connu pour l'instant.

## Œuvre
De lui on ne connaît que deux messes, pour l’instant non retrouvées, publiées à Paris chez Robert III Ballard.
- Missa ad libitum, quatuor vocum. 1 vol. 2°, Guillo 2003 n° ND-44. Édition également citée dans les catalogues de la maison Ballard dès 1683. D’après sa position dans ces catalogues, elle aurait pu paraître vers 1646-1658.

- Missa 4or vocum ad imitationem moduli Quam pulchra es. Authore Nicolao Parisot Presbytero. Paris. ex off. Rob. Ballard, 1666. 1 vol. 2°, Guillo 2003 n° 1666-R, Brossard 527 f. P-19. Édition également citée dans les catalogues de la maison Ballard dès 1683.